# Schloss Kreisbach

Das Schloss vom Osten

Das Schloss vom Westen

Das Schloss Kreisbach ist ein Schloss in Niederösterreich im Stadtgebiet von Wilhelmsburg. Es wurde 1172 erstmals schriftlich erwähnt und wird seit einigen Jahren vom Kulturverein Schloss Kreisbach revitalisiert.

## Geschichte
Das Schloss, das ursprünglich mit einer Burgmauer umgeben war und vier Türme aufwies, wurde Ende des 12. Jahrhunderts von Dietericus I. de Crewspach erbaut. Es diente daraufhin den Herren von Kreisbach als Stammsitz. Die Besitzer wurden aber im Laufe der Jahrhunderte einige Male gewechselt. So war es im Eigentum der Hohenberger, der Rogendorfer, im Laufe des 16. Jahrhunderts der protestantischen Grabner zu Rosenburg auf Pottenbrunn sowie deren Erben, den Jörger. Im Jahr 1625 wurde es Eigentum des Stiftes Lilienfeld.

### Revitalisierung seit 1999
Seit seiner Gründung 1999 nimmt sich der Kulturverein Schloss Kreisbach um die Renovierung des Schlosses an, im Dezember 2000 schloss der Verein einen 99-Jährigen Pachtvertrag mit dem Stift Lilienfeld als Besitzer.
Lange führte die einzige ausgebaute Straße an dieser Stelle des Kreisbachtals, die Landesstraße 5117, durch das Schlosstor. Da die Durchfahrt nur 2,4 m breit und 2,9 m hoch war, mussten Lastkraftwagen über einen Schotterweg ausweichen. Im Oktober 2001 wurde die fast einen Kilometer lange Umfahrung für den Verkehr freigegeben, die Kosten beliefen sich auf 350.000 Euro.
2004 beschloss das Land Niederösterreich die Renovierung der Annakapelle mit 53.000 Euro zu unterstützen, im selben Jahr wurde der Kulturverein für die vorbildhafte Renovierung, insbesondere der Kapelle, mit dem Kulturerbepreis des ORF Niederösterreich ausgezeichnet.
Seit dem Jahr 2008 ist der ehemalige Schlossspeicher wiedereröffnet. Er hat eine Gesamtfläche von 200 m², ist mit einer Bühne ausgestattet und dient als Veranstaltungsfläche.

## Heutige Bauten

### Schloss
Vom ursprünglichen Schloss ist nur der Ostflügel erhalten geblieben. In diesem befand sich ein Ballsaal, der 1681 zu einer Kapelle umgebaut wurde und der Heiligen Anna geweiht wurde. Die Kapelle wurde in den Folgejahren mit Stuck und Gemälden ausgestattet.

### Gutshof
Der dreiflügelige, zweigeschoßige ehemalige Gutshof übertrifft das Schloss heute in seinen Ausdehnungen und entstand um 1600. Die Fenster sind teilweise mit Sgraffitorahmen ausgestattet, die Wirtschaftstrakte mit Spitzkappentonnengewölben. Bei der Errichtung der Umfahrung um das Schloss im Jahr 2001 musste das Fundament des Gutshofes unterfangen und das Mauerwerk gestützt werden. In diesem Bereich wurde der Kreisbach zudem auf einer Länge von 80 m vom Gutshof weg verlegt.